# Dronningens Artilleriregiment
Dronningens Artilleriregiment (dobesedno slovensko Kraljičin artilerijski polk; kratica DAR) je bivši artilerijski polk Kraljeve danske kopenske vojske.

## Zgodovina
Polk je bil ustanovljen 1. novembra 2000 z združitvijo v Sønderjyske Artilleriregiment (Varde) in Nørrejyske Artilleriregiment (Skive).
1. novembra 2006 je polk prenehal obstajati, ko se je z Kongens Artilleriregiment združil v novoustanovljeni Danske Artilleriregiment.